# Nana Oye Lithur
Nana Oye Lithur est une femme politique ghanéenne. Elle est la ministre de la Protection sociale, des Enfants et du Genre de 2013 à 2017. En 2013, un sondage de The Guardian la place parmi les 25 femmes les plus influentes d'Afrique.